# 高橋寿太郎
高橋 寿太郎（たかはし じゅたろう、1879年（明治12年）1月15日 - 1945年（昭和20年）4月8日）は、日本の海軍軍人。階級は海軍少将。衆議院議員（立憲民政党→国民同盟→立憲民政党）。位階は従四位。勲等は勲二等。

## 経歴
岩手県上閉伊郡千徳村（現在の宮古市）生まれ。東北学院を経て、1900年（明治33年）に海軍兵学校を卒業した。日露戦争の際には戦艦「富士」の乗組員として旅順港閉塞作戦や日本海海戦などに参加した。1912年（明治45年）、海軍大学校を卒業し、軍令部参謀、海軍大学校教授を歴任した。第一次世界大戦では青島の戦いで第二艦隊参謀を務めた。その後、海軍大学校教頭、海軍砲術学校校長、第一水雷戦隊司令官などを歴任した。しかし海軍大演習で作戦をめぐって上層部と対立し、1927年（昭和2年）に予備役編入となった。退官後は中央大学で法学を学んだ。
1930年（昭和5年）、第17回衆議院議員総選挙に出馬し、当選。以後、合計で4回当選を果たした。また、1938年（昭和13年）1月31日から1942年（昭和17年）4月15日まで岩手県下閉伊郡田老村（現在の宮古市）の村長も務めた。
1945年4月8日、議員在職中に死去した。

## 栄典
位階
- 1902年（明治35年）4月11日 - 正八位[8]
- 1903年（明治36年）12月19日 - 従七位[9]
- 1905年（明治38年）2月14日 - 正七位[10]
- 1910年（明治43年）3月22日 - 従六位[11]

勲章等
- 1906年（明治39年）4月1日 - 功五級金鵄勲章・勲五等双光旭日章・明治三十七八年従軍記章[12]